# Tom Thijsen
Tom Thijsen (Hasselt, 3 oktober 1980) is een Belgische politicus voor CD&V. Hij was van 2012 tot 2024 burgemeester van Kortessem. Sinds de fusie met Hasselt in januari 2025 is hij schepen voor Kernversterking en deelgemeenten, wijkopbouw, begroting en financiën, Euregionale subsidies en fondsen en juridische zaken. Hij kwam ook op als 1ste opvolger voor het federaal parlement. Samen met zijn vrouw heeft hij twee kinderen.